# Kustodia św. Krzyża
Kustodia św. Krzyża na Śląsku − jednostka organizacyjna Zakonu Braci Mniejszych gałęzi reformackiej, istniejąca w latach 1805-1810 na Śląsku, składająca się z klasztorów w Gliwicach, Górze św. Anny i Pilicy, wcześniej przynależących do galicyjskiej Prowincji Matki Bożej Anielskiej. Klasztory te nie chciały włączyć się do istniejącej już prowincji św. Jadwigi. Początkowo liczyła 50 zakonników, lecz ich liczba stopniowo malała. Skasowana przez rząd pruski w 1810.